# Megaphragma mymaripenne
Megaphragma mymaripenne is een bronswespensoort uit de familie van de Trichogrammatidae.
Het wespje, een van de kleinste insecten ter wereld, wordt zo'n 0,2 millimeter groot, en is daarbij van een formaat vergelijkbaar met grote eencelligen als een pantoffeldiertje. Bijzondere aanpassing aan het kleine formaat bij deze soort is dat ongeveer 95% van de zenuwcellen geen celkern heeft. Het aantal zenuwcellen is met ongeveer 7400, waarvan 4600 in de hersenen, sowieso al klein in vergelijking met grotere verwanten. Ondanks dat geringe aantal kan het diertje vliegen, eten en afzetplaatsen voor eitjes zoeken.
Het diertje is bekend uit Amerika, Australië en Zuid-Europa.